# فرانچیشک ماخارسکی
فرانچیشک ماخارسکی (لهستانی: Franciszek Macharski؛ تلفظ لهستانی: [franˈtɕiʂɛk maˈxarskʲi]؛ ۲۰ مهٔ ۱۹۲۷ – ۲ اوت ۲۰۱۶) یک متخصص الهیات، و کشیش کاتولیک اهل لهستان بود.
او در سال ۱۹۷۸ توسط ژان پل دوم، اسقف اعظم شهر کراکوف شد و جای او را گرفت. سپس در سال ۱۹۷۹ به مقام کادینالی رسید و در سال ۲۰۰۵ از این مقام کنار کشید.
وی همچنین برندهٔ جوایزی همچون نشان افسر و شوالیهٔ لژیون دونور شده‌است.